# 風音 (歌舞伎)
風音（かざおと）とは、歌舞伎における下座・鳴物の一種。「風の音」とも呼ばれる。

## 概要
大太鼓を長桴で打って風の吹く音を表現する。典型的なものとしては、大太鼓の革の表面中央部分を左桴で押さえて、右桴で4拍連続2組を4回連続で打つ。大風や嵐の場合には左桴で太鼓の革をより強く抑えたり、右桴をより強く打って大きな音を出すことで表現するなど、左右の桴の使い方の巧みさを求められる。
風を表現するだけではなく、登場人物の不安心理などを表現する場合や探りあい・立ち回りなどの心理的な駆け引きを持つ場面、人の出入りの場面などにおいても用いられる場合が多く。時代や世話に応じても一定の打ち分けが求められるなど、幅広い用途で用いられると同時に奏者には高度な技術が求められる。